# Sarcocephalus pobeguinii
Sarcocephalus pobeguinii là một loài thực vật có hoa trong họ Thiến thảo. Loài này được Hua ex Pobég. miêu tả khoa học đầu tiên năm 1906.